# 映像IoT
映像 IoT（えいぞうIoT）は モノのインターネット（IoT：Internet of Things）のクラスの一つである。
Iyerらにより2016年に提唱された。情報通信技術の急速な成長により、実空間（物理空間）での大量の情報・データが様々センサーによって生成され、サイバー空間（クラウドシステムなど）に蓄積されている。IoTは、各種センサー群をインターネットに接続することによりセンサーにより取得される実空間現象をサイバー空間上に再現する概念である。一般的なIoT型のセンサーと異なり、映像IoTではイメージセンサーまたはビデオセンサーをIoTセンサーと位置付ける。すなわち、映像IoTデバイスにモバイルカメラなどのビデオ伝送機器を装備し、これをインターネット接続することで映像IoTセンサーとする。

## 目的
映像IoTコンセプトに示す通り様々な環境に映像IoTセンサーを配備することで、社会インフラや公共設備の監視、防災・減災への取り組みなどが可能となる。映像IoTでは、映像データの広帯域幅の確保やエッジ側でのコンピューティングと通信のトレードオフなど、様々な技術課題に対処する必要がある。Iyerらは特に（1）高品質なビデオ伝送と（2）画像処理や画像認識技術による画像からの情報抽出の2点を指摘している。クレアリンクテクノロジー社が開発したHpVTプロトコルおよびそれを用いたHpVTアプリケーションは、これら2点を解決するために開発した映像伝送用の技術である。

## HpVTプロトコル
HpVTプロトコルは近年のWebカメラ等で用いられているHTTP （Hyper Text Transfer Protocol）伝送の欠点を補うために設計した映像伝送プロトコルであり、2017年にクレアリンクテクノロジー社により提案された。パケットロスやジッタなど環境変動に弱いTCPベースのHTTPやHTTPSと異なり、UDPベースの独自プロトコルHpVTは動画像のフレーム送出をできるだけ平滑化し，不要なバッファリングを行わないことで，映像のストリームをより滑らかに再生することに特化した。ネットワーク環境の変化により帯域品質が低下した場合には優先フレームのみを送出することで画質よりも映像のリアルタイム性を重視している。HpVTプロトコルは，特に4G/LTE等のモバイル通信網においてその性能を発揮する。

## HpVTアプリケーション
クレアリンクテクノロジー社では、HpVTプロトコルを活用し、遠隔地への映像伝送や遠隔地からのONVIF操作を行うためアプリケーションパッケージ（HpVTアプリケーション）を開発した。HpVTアプリケーションには、トランスミッターやレシーバー上で映像ストリームを編集するためのライブラリ（HpVTライブラリ）も提供される。

## 映像IoTシステム（SmartSightカメラ TYPE I）
Raspberry Pi 3をベースとしたSmartSightカメラ。K2GOが独自にデザインしたRaspberry Pi 3用ケース（縦置き型）を使ったスタイリッシュなカメラ。底面に1/4インチネジ穴が開いており、一般的なカメラ用スタンドが利用できる。

## 映像IoTシステム（SmartSightカメラ TYPE III）
映像IoT（SmartSightカメラTYPE III）では、市販の安価なIPカメラを用いて、高画質化と低価格化を両立する。図：映像IoT通信システム概要図（TYPE III）では、IPカメラをトランスミッターに接続し、映像ストリームをHpVTに変換することで、モバイル通信網等の無線ネットワーク環境でも高品質・低遅延の映像伝送が可能となる。HpVTプロトコルを用いたクレアリンクテクノロジー社のSmartSightカメラ（TYPE III）ではトランスミッターに安価なシングルボードコンピューターであるRaspberry Piを用いている。 

## PTZ（パン・チルト・ズーム）操作
図：映像IoT通信システム概要図（TYPE III）のIPカメラには、パン・チルト・ズーム（PTZ）機能を有するものがある。IPカメラがONVIF（Profile S）対応である場合、HpVTプロトコルにより遠隔からのPTZ操作が可能となる。